# خوان اردیا (بازیکن فوتبال، زاده ۱۹۵۲)
خوان اردیا (انگلیسی: Juan Heredia; ۲۴ آوریل ۱۹۴۲ – ۸ اکتبر ۲۰۱۸) بازیکن فوتبال اهل اسپانیا بود.
از باشگاه‌هایی که در آن بازی کرده‌است می‌توان به باشگاه ورزشی رئال مایورکا اشاره کرد.